# Ołdrzychów (przystanek kolejowy)
Ołdrzychów – zlikwidowany przystanek osobowy a dawniej stacja kolejowa w Nowogrodźcu na linii kolejowej nr 283 Jelenia Góra – Żagań, w województwie dolnośląskim. Przystanek został zamknięty w 1996 roku, zlikwidowany przed 28 listopada 2005.